# 大阪都市協会
財団法人大阪都市協会（おおさかとしきょうかい）は、大阪市によって設立された財団法人。2007年3月解散。

## 概要
欧米先進国の大都市を模範とし、愛市団体を市民で組織することを趣旨に、1925年（大正14年）10月21日に、第7代大阪市長關一によって創設された。市民生活に関する問題の調査研究、市政方針の伝達し、市民に近代的な大阪のまちづくりへの参加を促すのが目的。
同年12月、月刊誌『大大阪』を創刊。都市建設に関する、道路交通、上下水道、衛生など諸問題についての調査報告や資料を掲載。關市長など多くの都市専門家が寄稿。
近年は月刊誌『大阪人』など各種出版物刊行、文化講座・演劇、市民運動などの活動を行っていた。しかし、市政改革にともなう外郭団体統廃合の対象となり、全事業を他の団体に移管し、2007年（平成19年）3月31日をもって解散した。